# 보이지 않는 벽
보이지 않는 벽, 인비저블 월(Invisible wall) 또는 알파벽(alpha wall)은 플레이어 캐릭터가 특정 영역에서 이동할 수 있는 위치를 제한하는 비디오 게임의 경계이지만 물리적 장애물로 나타나지는 않는 것을 의미한다. 이 용어는 게임 내에서 캐릭터가 뛰어넘는 것을 허용하지 않는 중간 크기의 바위나 짧은 울타리와 같이 실제로 쉽게 우회할 수 있는 장애물을 의미할 수도 있다. 2D 게임에서는 플레이어 캐릭터가 화면 가장자리를 벗어나 이동하는 것이 방지될 수 있기 때문에 화면 가장자리 자체가 보이지 않는 벽을 형성할 수 있다.
3D 게임에서는 플레이어가 게임 플레이 영역을 떠나거나 피할 수 없는 작은 공간에 갇히는 것을 방지하기 위해 보이지 않는 벽이 유사하게 사용되지만 일반적으로 돌담이나 울타리와 같은 눈에 보이는 경계가 선호된다. 완전히 보이지 않는 벽은 레벨 디자인 버그로 인용되며, 이전 버전 레벨의 "남은 형상"이거나 물체의 부적절하게 정렬된 충돌 상자(collison box)일 수 있다. 그럼에도 불구하고 디자이너는 캐릭터가 떨어지는 것을 방지하기 위해 절벽에 보이지 않는 벽을 추가하거나 이를 거대한 오픈 월드의 최종 경계로 사용하여 세계가 실제보다 더 크게 보이도록 할 수 있다.